# Paul Bahn
Paul G. Bahn é um arqueólogo britânico, tradutor, escritor e comentarista que publicou sobre uma vasta gama de tópicos relacionados à arqueologia e, especialmente, com a arte pré-histórica. É editor da revista Archaeology, publicada bimestralmente pelo Archaeological Institute of America (AIA). Ele também supervisionou várias investigações arqueológicas na Europa, África, América e Polinésia. Bahn também foi consultor de inúmeros documentários de televisão, como o famoso "The Making of Mankind" pela BBC. É co-autor de um dos principais manuais sobre Arqueologia, Archaeology: Theories, Methods and Practice, juntamente com Colin Renfrew.

## Biografia
Nascido e criado em Kingston upon Hull, estudou arqueologia na Universidade de Cambridge, onde defendeu sua tese de doutoramento sobre a pré-história nos Pirenéus franceses, em 1979. Após seu doutorado, recebeu várias bolsas de estudo em Liverpool e Londres, e o Getty Center para o Estudo da História da Arte e Ciências Humanas. Sua carreira durante a década de 1980 foi dividida entre o jornalismo ocasional, tradução e publicação de seu próprio trabalho. Especialmente interessado em arte pré-histórica e arte rupestre de todo o mundo, passou vários anos realizando estudos arqueológicos na Ilha de Páscoa, e fez parte da equipe que descobriu e investigou, entre 2003 e 2004, Creswell Crags, a primeira gruta com arte rupestre paleolítica conhecida nas ilhas britânicas.

## Trabalhos Publicados
- Pyrenean Prehistory (1984)
- Ancient Places (with Glyn Daniel, 1986)
- Images of the Ice Age (1988, with Jean Vertut)
- The Bluffer's Guide to Archaeology (1989, 2nd ed. 1999, 3rd ed. 2004)
- Archaeology: Theories, Methods and Practice (1991, with Colin Renfrew -- 2nd ed. 1996, 3rd ed. 2000, 4th ed. 2004, 5th ed. 2008)
- Easter Island, Earth Island (with John Flenley, 1992)
- Mammoths (with Adrian Lister, 1995; 2nd ed. 2000)
- Archaeology: a very short introduction (1997)
- Journey Through the Ice Age (with Jean Vertut, 1997)
- The Cambridge Illustrated History of Prehistoric Art (1998)
- Disgraceful Archaeology (with Bill Tidy, 1999)
- The Enigmas of Easter Island (with John Flenley, 2003)